# Shin’ya Matsumoto
Shin’ya Matsumoto (jap. 松本真也 Matsumoto Shin’ya; ur. 16 lipca 1984) – japoński zapaśnik w stylu wolnym. Ósmy na mistrzostwach świata w 2011. Piąty na igrzyskach azjatyckich w 2006. Brązowy medal na mistrzostwach Azji w 2010. Dziewiąty w Pucharze Świata w 2013 roku.